# Trio mit vier Fäusten
Trio mit vier Fäusten ist eine US-amerikanische Fernsehserie, die von Stephen J. Cannell Productions in Verbindung mit Columbia Pictures Television hergestellt wurde. Der Originaltitel lautet Riptide wie die Yacht in der Serie. Der englische Begriff bezeichnet das ins Meer zurückfließende Wasser.

## Handlung
Die drei Vietnamkriegsveteranen Cody Allen, Nick Ryder und Murray Bozinsky betreiben in Codys Kabinenkreuzer namens Riptide eine Detektei in King Harbor, Redondo Beach südlich von Los Angeles an der kalifornischen Küste. Im Gegensatz zu den sportlichen ehemaligen Militärpolizisten Cody und Nick ist Murray ein sonderbarer, aber liebenswerter Computer-Freak. Neben der Riptide besitzt Cody ein Speedboat namens Ebbtide. Nick besitzt eine 1960er Chevrolet Corvette und einen eigentlich schrottreifen, rosafarbenen und interessant verzierten Hubschrauber namens Screaming Mimi vom Typ Sikorsky S-58T. Des Weiteren verfügen die drei über einen Pickup GMC Jimmy.

## Besetzung und Synchronisation
Die Synchronisation erfolgte durch Arena Synchron in Berlin unter der Leitung von Jürgen Neu.
| Figur                                   | Darsteller      | Deutscher Sprecher |
| --------------------------------------- | --------------- | ------------------ |
| Cody Allen                              | Perry King      | Thomas Petruo      |
| Nick Ryder                              | Joe Penny       | Ulrich Gressieker  |
| Dr. Murray „Boz“ Bozinsky               | Thom Bray       | Wolfgang Ziffer    |
| Lt. Theodore „Ted“ Quinlan (bis Ep. 43) | Jack Ging       | Andreas Mannkopff  |
| Mama Jo (St. 1)                         | Anne Francis    | Inken Sommer       |
| Max (St. 1)                             | Marsha Warfield |                    |
| Kirk „The Dool“ Dooley (St. 2)          | Ken Olandt      | Stefan Krause      |
| Lt. Joanna Parisi (St. 3)               | June Chadwick   | Viola Sauer        |

| Darsteller              | Figur                     | Folge   | Titel                                                        |
| ----------------------- | ------------------------- | ------- | ------------------------------------------------------------ |
| Karen Kopins            | Kimba Hall                | 1-01+02 | Pilot                                                        |
| Kristen Meadows         | Tina                      | 1-03    | Gangstern auf der Spur (Conflict Of Interest)                |
| Cindy Pickett           | Natalie Kramer            | 1-04    | Das Attentat (Somebody’s Killing The Great Geeks Of America) |
| Deborah Shelton         | Carol Davis               | 1-05    | Unter Mordverdacht (Hatchet Job)                             |
| James Luisi             | Uptown Bill Brown         | 1-06    | Der Lockvogel (The Mean Green Love Machine)                  |
| Peter Hobbs             | Arthur Truman             | 1-07    | Verraten und verkauft (Diamonds Are For Never)               |
| Kelly Preston           | Tracy                     | 1-08    | Gefährliche Nachbarn (The Hardcase)                          |
| Stepfanie Kramer        | Tracy                     | 1-09    | Der tote Auftraggeber (Four-Eyes)                            |
| Edward Winter           | Alan Singer               | 1-10    | Mord in schwarzen Rillen (#1 With A Bullet)                  |
| Dennis Franz            | Earl Bertane              | 1-12    | Das Geheimnis der Schwestern (Double Your Pleasure)          |
| Geena Davis             | Dr. Melba Bozinsky        | 1-13    | Im Meer verschollen (Raiders of the Lost Sub)                |
| Lance Henriksen         | John McMasters            | 1-13    | Im Meer verschollen (Raiders of the Lost Sub)                |
| Christopher McDonald    | Dennis                    | 1-14    | Mit Fischen und Netzen (Something Fishy)                     |
| Elyssa Davalos          | Jody Kremer               | 1-14    | Mit Fischen und Netzen (Something Fishy)                     |
| George Clooney          | Lenny Colwell             | 2-01    | Unheilvoller Besuch (Where the Girls Are)                    |
| Claudia Christian       | Marion Gordon             | 2-01    | Unheilvoller Besuch (Where the Girls Are)                    |
| Kurtwood Smith          | Agent Merl Wilson         | 2-02    | Maulwurf Johnson (The Orange Grove)                          |
| Tricia O’Neil           | Tawny Clark               | 2-03    | Der Augenzeuge (Catch Of The Day)                            |
| Ray Wise                | Les Carter                | 2-05    | Ein nützliches Spielzeug (Beat the Box)                      |
| Paul Gleason            | Commander Phillip Everitt | 2-06    | Strapazierte Gastfreundschaft (Father’s Day)                 |
| Dennis Haysbert         | Odell                     | 2-06    | Strapazierte Gastfreundschaft (Father’s Day)                 |
| Sam J. Jones            | Rick Beeber               | 2-07    | Verwischte Spuren (Be True to Your School)                   |
| Clarence Gilyard junior | William Collins           | 2-08    | Heiß begehrt und tiefgefroren (It’s A Vial Sort Of Business) |
| Fionnula Flanagan       | Melissa Belancourt        | 2-09    | Das falsche Opfer (Peter Pan Is Alive and Well)              |
| John Astin              | Baxter Bernard            | 2-13    | Der Millionenschwindel (Baxter and Boz)                      |
| Ann Turkel              | Denise McKeene            | 2-13    | Der Millionenschwindel (Baxter and Boz)                      |
| James Cromwell          | Joey Dietz                | 2-17    | Auf den Hund gekommen (Girls Night Out)                      |
| Robin Riker             | Gloria Burghoff           | 2-18    | Der geschwätzige Mitwisser (Polly Want An Explanation)       |
| Jan Sterling            | Ruth Davis                | 2-20    | Das zweite Gesicht (Fuzzy Vision)                            |
| Dana Elcar              | Harry Silverman           | 2-21    | Expedition ins Verderben (Arrivederci, Baby)                 |
| Cesar Romero            | Angelo Guirilini          | 2-21    | Expedition ins Verderben (Arrivederci, Baby)                 |
| Lee Bryant              | Sara Rafferty             | 2-22    | Ein harmonisches Team (Harmony And Grits)                    |
| Richard Hatch           | Billy Hagan               | 3-01    | Der mysteriöse Tod eines Surfers (Wipe Out)                  |
| Cristina Raines         | Renée                     | 3-02    | Eine unvergessliche Begegnung (Thirty-Six Hours ‘til Dawn)   |
| Nicholas Pryor          | McBride                   | 3-03    | Auf Mord programmiert (Does Not Compute)                     |
| Robert Walker junior    | Oscar Davenport           | 3-04    | In fremdem Auftrag (The Bargain Department)                  |
| Darleen Carr            | Marlene Lewis             | 3-05    | Der schleichende Tod (Who Really Watches The Sunset)         |
| Kay Lenz                | Brenda Malloy             | 3-06    | Riskantes Spiel (Still Goin’ Steady)                         |
| Miriam Flynn            | Marian Flynn              | 3-07    | Robin und Marian (Robin And Marian)                          |
| Clu Gulager             | Doug Skinner              | 3-08    | Quinlans letzter Fall (Requiem For Icarus)                   |
| James Whitmore          | Ben Wilkinson             | 3-09    | Eine folgenschwere Verwechslung (Home For Christmas)         |
| Kim Darby               | Beverly                   | 3-11    | Die Erbschaft (A Matter Of Policy)                           |
| Andy Bumatai            | Frankie Kahana            | 3-13    | Goldkehlchen (The Frankie Kahana Show)                       |
| Jane Badler             | Janet Ingram              | 3-14    | Der Koffer des Chinesen (1) (Smiles We Left Behind (1))      |
| Cesar Romero            | Angelo Guirilini          | 3-16    | Der versunkene Schatz (The Pirate and the Princess)          |
| Ray Abruzzo             | Eric Peters               | 3-17    | Mit harten Bandagen (Playing Hardball)                       |
| Robin Riker             | Gloria Burghoff           | 3-18    | Das verschwundene Manuskript (The Play’s The Thing)          |
| Dennis Burkley          | Kickstart/Snookums        | 3-19    | Der Wettstreit (Dead Men Don’t Floss)                        |
| Elinor Donahue          | Elaine Warwick            | 3-22    | Das Sündenregister von Cypress Bay (Echoes)                  |
| Lonny Chapman           | Sheriff Emile Caine       | 3-22    | Das Sündenregister von Cypress Bay (Echoes)                  |

## Episoden

### Staffel 1 (1983–1984)
| Nr. (ges.) | Nr. (St.) | Deutscher Titel              | Originaltitel                                 | Regie                | Drehbuch                       | Premiere USA  | Dt. Premiere D           | Dauer * |
| ---------- | --------- | ---------------------------- | --------------------------------------------- | -------------------- | ------------------------------ | ------------- | ------------------------ | ------- |
| 1          | 1         | Die drei von der Riptide     | Riptide                                       | Christian I. Nyby II | Stephen J. Cannell, Frank Lupo | 3. Jan. 1984  | 30. Sep. 1985            | 88:32   |
| 2          | 2         | Gangstern auf der Spur       | Conflict of Interest                          | Ron Satlof           | Stephen J. Cannell             | 10. Jan. 1984 | 11. Juli 1985            | 45:48   |
| 3          | 3         | Das Attentat                 | Somebody’s Killing the Great Geeks of America | Bruce Kessler        | Babs Greyhosky                 | 17. Jan. 1984 | 11. Jan. 1988            | 44:54   |
| 4          | 4         | Unter Mordverdacht           | Hatchet Job                                   | Ron Satlof           | Mark Jones                     | 31. Jan. 1984 | 15. Aug. 1985            | 45:57   |
| 5          | 5         | Der Lockvogel                | The Mean Green Love Machine                   | Guy Magar            | Stephen J. Cannell             | 7. Feb. 1984  | 18. Jan. 1988            | 46:09   |
| 6          | 6         | Verraten und verkauft        | Diamonds Are for Never                        | Gloryette Clark      | Babs Greyhosky                 | 21. Feb. 1984 | 4. Juli 1985             | 44:51   |
| 7          | 7         | Gefährliche Nachbarn         | The Hardcase                                  | Victor Hsu           | Mark Jones                     | 28. Feb. 1984 | 1. Aug. 1985             | 46:02   |
| 8          | 8         | Der tote Auftraggeber        | Four-Eyes                                     | Bruce Kessler        | Babs Greyhosky                 | 6. März 1984  | 8. Aug. 1985             | 45:32   |
| 9          | 9         | Mord in schwarzen Rillen     | #1 with a Bullet                              | Arnold Laven         | Stephen J. Cannell             | 20. März 1984 | 27. Juni 1985            | 45:57   |
| 10         | 10        | Ein Onkel in Amerika         | Long Distance Daddy                           | Bruce Kessler        | Babs Greyhosky                 | 27. März 1984 | 4. Mär. 1995 (ProSieben) | 45:58   |
| 11         | 11        | Das Geheimnis der Schwestern | Double Your Pleasure                          | Michael O’Herlihy    | Tom Blomquist                  | 3. Apr. 1984  | 18. Juli 1985            | 46:04   |
| 12         | 12        | Im Meer verschollen          | Raiders of the Lost Sub                       | Dennis Donnelly      | Mark Jones                     | 15. Mai 1984  | 22. Aug. 1985            | 45:23   |
| 13         | 13        | Mit Fischen und Netzen       | Something Fishy                               | Michael O’Herlihy    | Frank Lupo                     | 22. Mai 1984  | 25. Juli 1985            | 45:58   |

### Staffel 2 (1984–1985)
| Nr. (ges.) | Nr. (St.) | Deutscher Titel               | Originaltitel                | Regie             | Drehbuch                        | Premiere USA  | Dt. Premiere D            | Dauer * |
| ---------- | --------- | ----------------------------- | ---------------------------- | ----------------- | ------------------------------- | ------------- | ------------------------- | ------- |
| 14         | 1         | Unheilvoller Besuch           | Where the Girls Are          | Ron Satlof        | Babs Greyhosky                  | 2. Okt. 1984  | 29. Aug. 1985             | 45:02   |
| 15         | 2         | Maulwurf Johnson              | The Orange Grove             | Michael Lange     | Stephen J. Cannell              | 16. Okt. 1984 | 8. Sep. 1990 (Pro7)       | 45:57   |
| 16         | 3         | Der Augenzeuge                | Catch of the Day             | Michael Lange     | Frank Lupo                      | 23. Okt. 1984 | 2. Okt. 1985              | 44:19   |
| 17         | 4         | Der Liebesbrief               | Mirage                       | Bruce Kessler     | Tom Blomquist                   | 30. Okt. 1984 | 9. Okt. 1985              | 46:00   |
| 18         | 5         | Ein nützliches Spielzeug      | Beat the Box                 | Arnold Laven      | Stephen J. Cannell              | 13. Nov. 1984 | 22. Sep. 1990 (Pro7)      | 46:34   |
| 19         | 6         | Strapazierte Gastfreundschaft | Father’s Day                 | Tony Mordente     | Tom Blomquist                   | 20. Nov. 1984 | 6. Nov. 1985              | 45:39   |
| 20         | 7         | Verwischte Spuren             | Be True to Your School       | Michael Lange     | Stephen J. Cannell              | 27. Nov. 1984 | 16. Okt. 1985             | 47:16   |
| 21         | 8         | Heiß begehrt und tiefgefroren | It’s a Vial Sort of Business | Bruce Seth Green  | Babs Greyhosky                  | 4. Dez. 1984  | 23. Okt. 1985             | 40:38   |
| 22         | 9         | Das falsche Opfer             | Peter Pan Is Alive and Well  | Tony Mordente     | Babs Greyhosky                  | 11. Dez. 1984 | 27. Nov. 1985             | 45:58   |
| 23         | 10        | Das letzte Comeback           | Catch a Fallen Star          | Mike Vejar        | Tom Blomquist                   | 18. Dez. 1984 | 30. Okt. 1985             | 45:06   |
| 24         | 11        | Die geplagte Schönheit        | Games People Play            | Ron Satlof        | Tom Blomquis                    | 8. Jan. 1985  | 15. Sep. 1990 (Pro7)      | 45:03   |
| 25         | 12        | Kriegstrauma                  | Prisoner of War              | Michael O’Herlihy | Babs Greyhosky                  | 15. Jan. 1985 | 15. Sep. 1990 (Pro7)      | 45:47   |
| 26         | 13        | Der Millionenschwindel        | Baxter and Boz               | Michael Lange     | Bill Nuss                       | 22. Jan. 1985 | 4. Dez. 1985              | 45:20   |
| 27         | 14        | Der Fluch der Mary Aberdeen   | Curse of the Mary Aberdeen   | Ron Satlof        | Steven L. Sears, Burt Pearl     | 29. Jan. 1985 | 4. Jan. 1988              | 45:22   |
| 28         | 15        | Geheimmission „Bozinsky“      | Boz Busters                  | Bob Bralver       | Babs Greyhosky, Tom Blomquist   | 5. Feb. 1985  | 13. Okt. 1990 (Pro7)      | 45:59   |
| 29         | 16        | Nachruf per Post              | Oil Bets Are Off             | Michael Lange     | Paul Bernbaum                   | 12. Feb. 1985 | 11. Dez. 1985             | 44:56   |
| 30         | 17        | Auf den Hund gekommen         | Girls Night Out              | Bob Bralver       | Steve Beers, Alan Cassidy       | 19. Feb. 1985 | 8. Jan. 1986              | 45:30   |
| 31         | 18        | Der geschwätzige Mitwisser    | Polly Want an Explanation    | Michael Switzer   | Jim Carlson, Terrence McDonnell | 5. März 1985  | 15. Jan. 1986             | 46:01   |
| 32         | 19        | Vermeintlicher Feind          | The Twisted Cross            | Robert Sallin     | Tom Blomquist                   | 12. März 1985 | 15. Aug. 2013 (RTL Nitro) | 45:37   |
| 33         | 20        | Das zweite Gesicht            | Fuzzy Vision                 | Bruce Kessler     | Paul Bernbaum                   | 19. März 1985 | 22. Jan. 1986             | 45:50   |
| 34         | 21        | Expedition ins Verderben      | Arrivederci, Baby            | Michael Lange     | Babs Greyhosky                  | 7. Mai 1985   | 29. Jan. 1986             | 45:43   |
| 35         | 22        | Ein harmonisches Team         | Harmony and Grits            | Bob Bralver       | Tom Blomquist, Babs Greyhosky   | 14. Mai 1985  | 27. Okt. 1990 (Pro7)      | 45:54   |

### Staffel 3 (1985–1986)
| Nr. (ges.) | Nr. (St.) | Deutscher Titel                    | Originaltitel                   | Regie              | Drehbuch                                  | Premiere USA  | Dt. Premiere D       | Dauer *                 |
| ---------- | --------- | ---------------------------------- | ------------------------------- | ------------------ | ----------------------------------------- | ------------- | -------------------- | ----------------------- |
| 36         | 1         | Der mysteriöse Tod eines Surfers   | Wipe Out                        | Bob Bralver        | Tom Blomquist                             | 1. Okt. 1985  | 15. Dez. 1990 (Pro7) | 45:40                   |
| 37         | 2         | Eine unvergessliche Begegnung      | Thirty-Six Hours Till Dawn      | Bob Bralver        | Babs Greyhosky                            | 22. Okt. 1985 | 8. Dez. 1990 (Pro7)  | 46:38                   |
| 38         | 3         | Auf Mord programmiert              | Does Not Compute                | Michael Lange      | Tom Blomquist                             | 29. Okt. 1985 | 25. Jan. 1988        | 45:35                   |
| 39         | 4         | In fremdem Auftrag                 | The Bargain Department          | Kim Manners        | Stephen J. Cannell                        | 5. Nov. 1985  | 7. März 1988         | 45:16                   |
| 40         | 5         | Der schleichende Tod               | Who Really Watches the Sunset?  | Michael Lange      | Steven L. Sears, Burt Pearl               | 12. Nov. 1985 | 1. Feb. 1988         | 44:32                   |
| 41         | 6         | Riskantes Spiel                    | Still Goin’ Steady              | Michael Switzer    | Terry D. Nelson                           | 19. Nov. 1985 | 8. Feb. 1988         | 46:07                   |
| 42         | 7         | Robin und Marian                   | Robin and Marian                | Robert Sallin      | Paul Bernbaum                             | 3. Dez. 1985  | 29. Feb. 1988        | 45:53                   |
| 43         | 8         | Quinlans letzter Fall              | Requiem for Icarus              | Chuck Bowman       | Steven L. Sears, Burt Pearl               | 10. Dez. 1985 | 14. März 1988        | 44:45                   |
| 44         | 9         | Eine folgenschwere Verwechslung    | Home for Christmas              | James Whitmore Jr. | Tom Blomquist                             | 17. Dez. 1985 | 22. Dez. 1990 (Pro7) | 45:51                   |
| 45         | 10        | Verbrechen aus Leidenschaft        | Lady Killer                     | Michael Lange      | Babs Greyhosky, Tom Blomquist             | 7. Jan. 1986  | 21. März 1988        | 45:10                   |
| 46         | 11        | Die Erbschaft                      | A Matter of Policy              | Michael Preece     | Steven L. Sears, Burt Pearl               | 14. Jan. 1986 | 28. März 1988        | 45:18                   |
| 47         | 12        | Auf immer und ewig                 | The Wedding Bell Blues          | Michael Switzer    | Tom Blomquist, Babs Greyhosky             | 21. Jan. 1986 | 18. Apr. 1988        | 45:27                   |
| 48         | 13        | Goldkehlchen                       | The Frankie Kahana Show         | Bruce Kessler      | Frank Lupo                                | 11. Feb. 1986 | 11. Apr. 1988        | 45:48                   |
| 49         | 14        | Der Koffer des Chinesen            | Smiles We Left Behind           | Tony Mordente      | Babs Greyhosky                            | 25. Feb. 1986 | 25. Apr. 1988        | Orig.: 90:27, DE: 57:49 |
| 50         | 15        | Der versunkene Schatz              | The Pirate and the Princess     | Kim Manners        | Terry D. Nelson                           | 7. März 1986  | 30. Mai 1988         | 45:57                   |
| 51         | 16        | Mit harten Bandagen                | Playing Hardball                | Bob Bralver        | Paul Bernbaum                             | 14. März 1986 | 16. Mai 1988         | 46:43                   |
| 52         | 17        | Das verschwundene Manuskript       | The Play’s the Thing            | Richard J. Forrest | Tom Blomquist                             | 21. März 1986 | 9. Mai 1988          | 46:20                   |
| 53         | 18        | Der Wettstreit                     | Dead Men Don’t Floss            | Chuck Bowman       | Tom Blomquist, Babs Greyhosky, Frank Lupo | 4. Apr. 1986  | 6. Juni 1988         | 44:54                   |
| 54         | 19        | Dunkle Geschäfte                   | Chapel of Glass                 | Bob Bralver        | Steven L. Sears, Burl Pearl               | 11. Apr. 1986 | 2. Mai 1988          | 45:25                   |
| 55         | 20        | Serienhelden                       | If You Can’t Beat ’Em, Join ’Em | Tony Mordente      | Babs Greyhosky, Tom Blomquist             | 18. Apr. 1986 | 13. Juni 1988        | 43:55                   |
| 56         | 21        | Das Sündenregister von Cypress Bay | Echoes                          | Perry King         | Babs Greyhosky                            | 22. Aug. 1986 | 30. Mär. 1991 (Pro7) | 46:05                   |

## Veröffentlichung
In Deutschland zeigte das ZDF von 1985 bis 1989 eine Auswahl von 47 Folgen. Die ausgelassenen Folgen reichte ProSieben 1990 und eine einzelne 1995 nach, ausgenommen die Folge Vermeintlicher Feind (The Twisted Cross), da sie von Nazis handelt. Weitere Wiederholungen folgten sowohl bei ProSieben (1991, 1994–1996), Sat.1 (1993), Vox (1996–1997 und 1998), Kabel Eins (2000, 2002 und 2008), Kabel eins classics (2007, 2009 und zweimal 2010), RTL Crime (2012 und 2013) sowie RTL Nitro ab 2013. Die Folge Vermeintlicher Feind (The Twisted Cross) wurde erstmals 2013 auf RTL Nitro gezeigt, mit Originalton und Untertiteln.
Die Folge Der Koffer des Chinesen (Smiles We Left Behind) aus der dritten Staffel ist ursprünglich eine Doppelfolge. Für die deutsche Ausstrahlung wurde sie vom ZDF auf die Länge einer regulären Folge gekürzt.
Alle drei Staffeln wurden in den Vereinigten Staaten und in Kanada bei Sony Pictures Home Entertainment veröffentlicht. Bei der kanadischen Version ist die Musik in der ersten Staffel unverändert. Bei Staffel zwei und drei wurden teilweise Songs ausgetauscht.
Die erste Staffel wurde in Deutschland am 29. Mai 2009 von Universum Film auf DVD veröffentlicht. Am 31. Juli und 25. September 2009 wurden die Staffeln zwei und drei veröffentlicht. Alle Staffeln der deutschen DVDs beinhalten die unveränderte Musik. Am 25. Juni 2010 erschien dann die DVD-Komplettbox, mit allen drei Staffeln.
Auf der DVD-Veröffentlichung ist die Doppelfolge Der Koffer des Chinesen komplett sowie die gekürzte deutsche Fassung zu sehen. Die beiden Folgen Der Koffer des Chinesen und Vermeintlicher Feind sind im Original mit deutschen Untertiteln (OmU) auf den DVDs enthalten.

## Vorspann
Für die erste Staffel verwendete man einen Vorspann, in dem während der gezeigten Ausschnitte nur die Titelmusik zu hören ist. Ab der zweiten Staffel änderte man dieses Konzept, so dass hier bei den gezeigten Ausschnitten auch die Hintergrund-Geräusche wie Wasser, Hubschrauber-Rotoren, fahrende Autos usw. zu hören sind, wodurch diese über die Titelmusik gelegt wurden. Mit der dritten Staffel änderte man dies erneut, so dass hier wiederum nur die Titelmusik zu hören ist.
In den ersten beiden Staffeln sind im Vorspann zahlreiche Ausschnitte aus den verschiedenen Folgen als kurze Sequenzen zu sehen. Diese wurden direkt hintereinander gereiht. In der dritten Staffel werden die Sequenzen mit computergenerierten Übergängen verbunden, die kalifornisch angehauchte Motive (vor allem Palmen, aber auch Muscheln, Fische und Vögel) in bunten Neonfarben darstellen.

## Auszeichnungen
Der Schauspieler John Louie wurde 1985 für seinen Gastauftritt bei Trio mit vier Fäusten in der Kategorie Best Young Actor für den Young Artist Award nominiert. Für den Einsatz des Roboters Roboz wurde die Serie bei den TV Land Awards 2008 in der Kategorie Awesomest Robot nominiert.